# Rosta gärde
Rosta gärde är ett friluftsområde i västra Örebro. Området ligger öster om Karlslunds herrgård, norr om Svartån, söder om Solhaga och väster om Risbergska skolan och nära Hästhagen. 
Området innefattar 113 000 km² som till största del utgörs av planer för fotboll, frisbee och amerikansk fotboll. Här spelas varje år Örebrocupen; en av Sveriges största fotbollscuper för barn och ungdomar.